# Azorenglockenblume
Die Azorenglockenblume (Azorina vidalii) ist die einzige Art der Pflanzengattung Azorina innerhalb der Familie der Glockenblumengewächse (Campanulaceae). Dieser Endemit der Azoren wird auch als Zierpflanze verwendet.

## Beschreibung

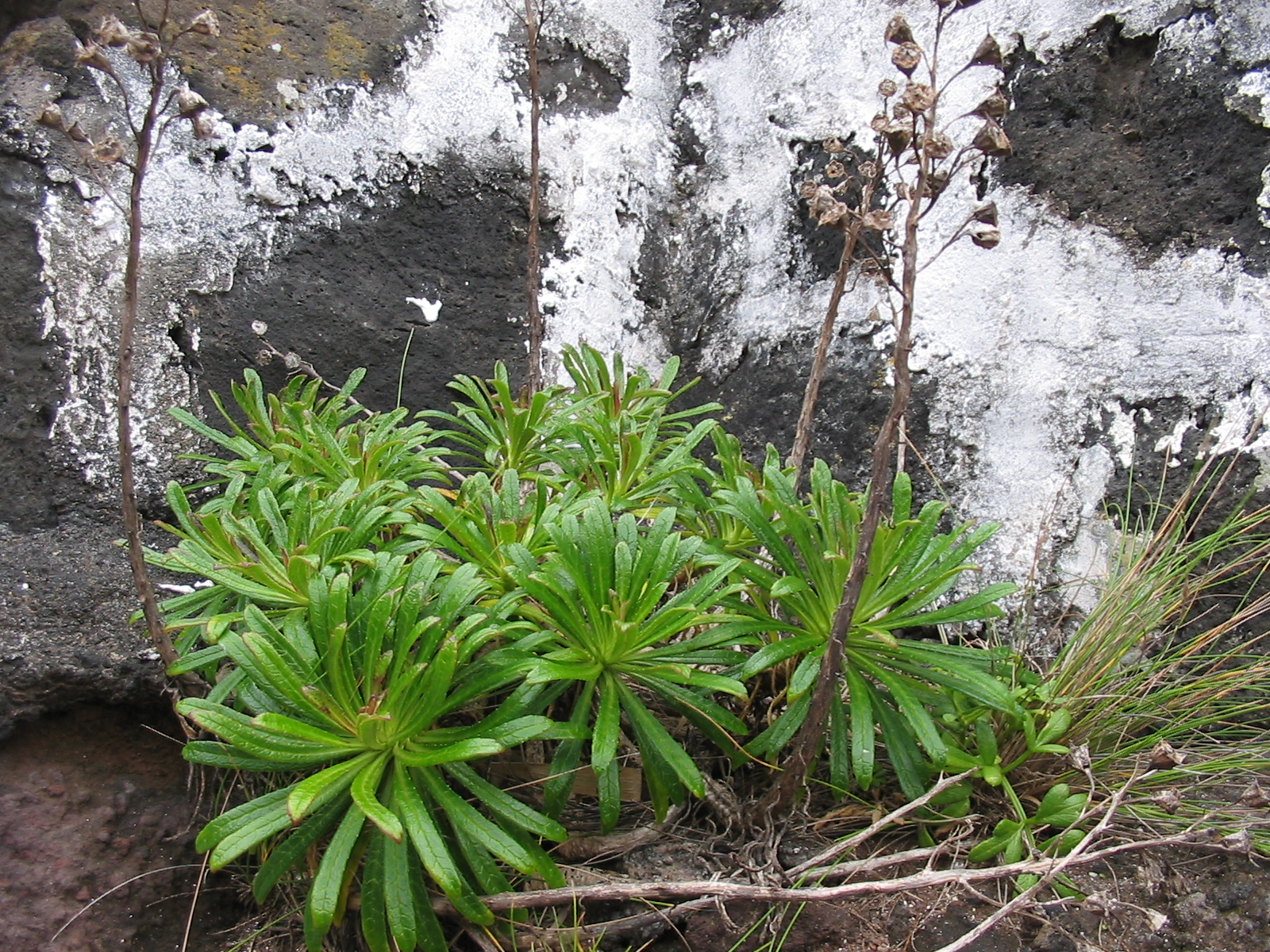
Habitus: endständige Blattrosetten mit Fruchtstand

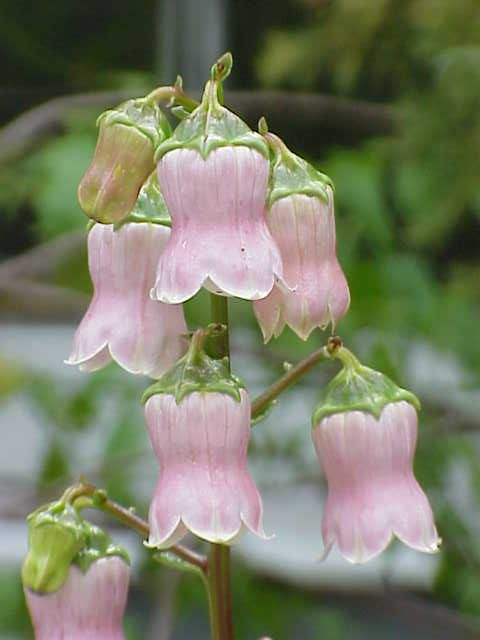
Detail eines Blütenstandes

### Vegetative Merkmale
Die Azorenglockenblume wächst als immergrüne, ausdauernde krautige Pflanze, die Wuchshöhen von 80 bis 150 Zentimeter erreicht. Sie verzweigt sich bereits an der Basis und verholzt im unteren Teil.
Die Azorenglockenblume besitzt wechselständige Laubblätter. Die fleischige, einfache Blattspreite ist länglich und dunkelgrün. 

### Generative Merkmale
Die Blütezeit reicht von Mai bis Oktober. Der aufrechte Blütenstand enthält zahlreiche gestielte, hängende Blüten. 
Die zwittrigen Blüten sind radiärsymmetrisch und fünfzählig mit doppelter Blütenhülle. Die fünf wachsartigen, zart-rosafarbenen Kronblätter sind glockenförmig verwachsen. Die Form Azorina vidalii forma alba Sealy besitzt weiße Blüten.
Die Chromosomenzahl beträgt 2n = 56.

## Vorkommen und Gefährdung
Azorina vidalii kommt auf den Inseln Pico, São Jorge und der Westgruppe der Azoren vor, aber nicht auf der Insel Graciosa.
Die seltene Azorenglockenblume gedeiht meist in Felsspalten der Steilküste. Sie ist gewöhnlich unterhalb einer Höhenlagen von 50 Metern und meistens zusammen mit Meerfenchel (Crithmum maritimum) anzutreffen, der ebenfalls die Gischt des Meeres toleriert. 
In der Roten Liste der gefährdeten Pflanzenarten der IUCN wurde Azorina vidalii 2011 als „Endangered“ = „stark gefährdet“ bewertet. Die Fundorte sind stark voneinander isoliert. 2011 wurde von einer Anzahl von 250 bis höchstens 1000 blühfähigen Exemplaren berichtet.

## Systematik
Die Erstbeschreibung erfolgte 1844 unter dem Namen (Basionym) Campanula vidalii durch Hewett Cottrell Watson in Hooker's Icones Plantarum, Tafel DCLXXXIV (684). Heinrich Feer stellte mit dieser Art 1890 unter dem Namen Azorina vidalii die Gattung Azorina in Botanische Jahrbücher für Systematik, Pflanzengeschichte und Pflanzengeographie, 12, S. 611 auf.
Azorina vidalii ist die einzige Art der Gattung Azorina in der Unterfamilie Campanuloideae innerhalb der Familie Campanulaceae.